# Norwegia na Letnich Igrzyskach Olimpijskich 1964
Norwegię na Letnich Igrzyskach Olimpijskich 1964 w Tokio reprezentowało 26 zawodników: 24 mężczyzn i 2 kobiety. Był to 13. start reprezentacji Norwegii na letnich igrzyskach olimpijskich.
Najmłodszym norweskim zawodnikiem na tych igrzyskach była 15-letni wioślarz, Rolf Syversen, natomiast najstarszym 45-letni żeglarz, Knut Bengtson. Chorążym reprezentacji podczas ceremonii otwarcia był żeglarz, książę Harald (późniejszy król Norwegii).

## Zdobyte medale
Norwescy zawodnicy podczas igrzysk w 1964 roku nie zdobyli żadnego medalu. 

## KsiążęHarald
W 1964 roku na igrzyskach olimpijskich po raz pierwszy wystartował następca norweskiego tronu i późniejszy król Harald V. Rywalizował w zawodach żeglarskich w klasie 5,5 m. Jego łódź Fram III z dorobkiem 2860 punktów zajęła ósme miejsce w rywalizacji. Książę startował na igrzyskach olimpijskich jeszcze dwukrotnie (w 1968 i w 1972 roku). Nie zdobył jednak żadnego medalu.